# ليو غانغ (ملاكم)
ليو غانغ (مواليد 26 يناير 1972) هو ملاكم صيني، مثّل بلاده في الألعاب الأولمبية الصيفية 1992.

## روابط خارجية
ليو غانغ على موقع أوليمبيديا (الإنجليزية)